# 福田心之助
福田 心之助（ふくだ しんのすけ、2000年9月4日 - ）は、北海道浦河郡浦河町出身のプロサッカー選手。Jリーグ・京都サンガF.C.所属。ポジションはディフェンダー（DF）。

## 略歴
北海道コンサドーレ札幌のアカデミー出身で、U-18チーム在籍中だった2018年には2種登録選手としてトップチームに登録されている。しかし正式昇格には至らず、高校卒業後は明治大学に進学。
2022年11月3日、2023年シーズンからの京都サンガF.C.加入内定が発表された。2023年2月18日のJ1リーグ第1節・鹿島アントラーズ戦でプロデビューを飾り、5月7日のJ1第12節・横浜F・マリノス戦でプロ初ゴールを記録した。

## 所属クラブ
- 浦河サッカースポーツ少年団
- 北海道コンサドーレ札幌U-15
- 北海道コンサドーレ札幌U-18
  - 2018年  北海道コンサドーレ札幌（2種登録選手）
- 明治大学
- 2023年 -  京都サンガF.C.

## 個人成績
| 国内大会個人成績 | 国内大会個人成績 | 国内大会個人成績 | 国内大会個人成績 | 国内大会個人成績 | 国内大会個人成績 | 国内大会個人成績 | 国内大会個人成績 | 国内大会個人成績 | 国内大会個人成績 | 国内大会個人成績 | 国内大会個人成績 |
| 年度             | クラブ           | 背番号           | リーグ           | リーグ戦         | リーグ戦         | リーグ杯         | リーグ杯         | オープン杯       | オープン杯       | 期間通算         | 期間通算         |
| 年度             | クラブ           | 背番号           | リーグ           | 出場             | 得点             | 出場             | 得点             | 出場             | 得点             | 出場             | 得点             |
| 日本             | 日本             | 日本             | 日本             | リーグ戦         | リーグ戦         | リーグ杯         | リーグ杯         | 天皇杯           | 天皇杯           | 期間通算         | 期間通算         |
| ---------------- | ---------------- | ---------------- | ---------------- | ---------------- | ---------------- | ---------------- | ---------------- | ---------------- | ---------------- | ---------------- | ---------------- |
| 2023             | 京都             | 20               | J1               | 21               | 3                | 6                | 0                | 1                | 0                | 28               | 3                |
| 2024             | 京都             | 2                | J1               | 34               | 2                | 0                | 0                | 3                | 0                | 37               | 2                |
| 2025             | 京都             | 2                | J1               |                  |                  |                  |                  |                  |                  |                  |                  |
| 通算             | 日本             | 日本             | J1               | 55               | 5                | 6                | 0                | 4                | 0                | 65               | 5                |
| 総通算           | 総通算           | 総通算           | 総通算           | 55               | 5                | 6                | 0                | 4                | 0                | 65               | 5                |

- 2018年は2種登録選手（札幌、背番号43、出場なし）

## タイトル

### 個人
- 関東大学サッカーリーグ戦1部・ベストイレブン（2022年）
- 関東大学サッカーリーグ戦1部・MVP（2022年）[4]